# Gayatri Devi
 (décembre 2013).
Si vous disposez d'ouvrages ou d'articles de référence ou si vous connaissez des sites web de qualité traitant du thème abordé ici, merci de compléter l'article en donnant les références utiles à sa vérifiabilité et en les liant à la section « Notes et références ».
Gayatri Devi, née le 23 mai 1919 à Londres et morte le 29 juillet 2009 à Jaipur, souvent nommée Maharani Gayatri Devi, rajmata de Jaipur, née princesse Gayatri Devi de Cooch Behar (dite Ayesha), est la troisième maharani de Jaipur, de 1939 à 1949 puis maharani titulaire de 1949 à 1970, par son mariage avec le maharaja Man Singh II (dit « Jai »).
Après l'indépendance de l'Inde et la suppression ultérieure des États princiers, elle eut une vie politique marquée par ses succès populaires. Gayatri Devi a également été célébrée pour sa beauté et devient à l'âge adulte une icône de la mode.

## Biographie

### Famille
Gayatri Devi est la fille d'Indira Raje Gaekwad de Baroda et de Jitendra Narayan de Cooch Behar. Ses grands-parents maternels étaient souverains du royaume de Baroda. Son grand-père avait le titre de Gaekwar de Baroda, un titre héréditaire marathe parmi les maharajahs. Pourtant très libéraux pour l’époque, ils souhaitaient marier leur fille Indira au maharajah Scindia de Gwalior. Mais Indira de Baroda s’éprend du jeune frère du maharajah et après un premier refus de ses parents, elle finit par épouser le prince Jitendra Narayan de Cooch Behar en juillet 1913. Ils donneront naissance à cinq enfants : Ila née en 1914, Jagaddipendra Narayan (dit Bhaiya) né en 1915, Indrajitendra Narayan en 1918, Gayatri (dite Ayesha) en 1919, et Menaka en 1920. Son père meurt à 36 ans en 1922 alors que Gayatri n’a que 3 ans.
Elle aura également de très bons rapports avec les enfants de son mari Jai (Man Singh). Mickey (Prem Kumari), l'aînée et unique fille de son , avait 11 ans lors de sa rencontre avec Gayatri. Cette dernière était une fascination pour Mickey.  Elle sera également proche de Bubbles (Bhawani Singh), jeune frère de Prem Kumari surnommée Mickey, ainsi que de Joey (Jai Singh) et Pat (Prithviraj), les enfants de Jo Didi, la deuxième femme de Jai.
Elle aura un fils, le prince Jagat Singh, maharajah d’Isarda, né le 15 octobre 1949, père de Lalitya Kumari et de Devraj Singh. Son décès, le 5 février 1997, fut l’un des plus grands chagrins auquel Gayatri dut faire face.

### Histoire d'amour avec Jai

#### Première rencontre

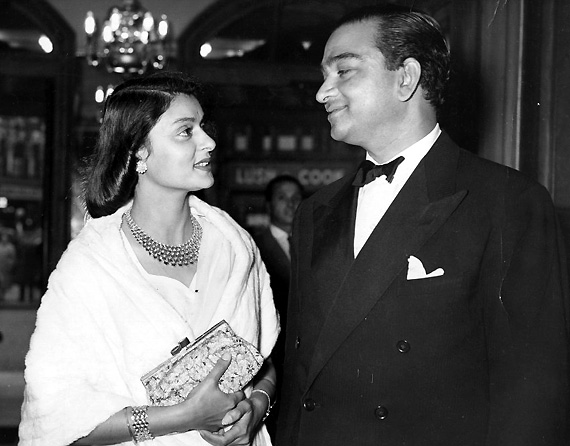
La reine Gayatri Devi et le roi Man Singh II.

En 1931, Gayatri Devi rencontre pour la première fois le maharajah Jaipur à l'âge de 12 ans. Jai est, quant à lui, âgé de 19 ans et idolâtré pour ses prouesses sportives. Gayatri est d'ailleurs beaucoup plus impressionnée par son rang de premier joueur de polo de l’Inde plutôt que par son titre de maharaja. Un an plus tard, Jai demande à Indira de Baroda la permission d'emmener dîner Gayatri chez Fripo, le restaurant le plus en vogue de Calcutta. C’est à cette époque que Gayatri tombe follement amoureuse de Jai.

#### Mariage
Le maharajah de Jaipur informe la mère que Gayatri qu’il souhaite épouser sa fille lorsque cette dernière aura atteint l’âge adulte. Indira de Baroda ne voit pas ce mariage d’un très bon œil. En effet, Jai avait déjà deux autres épouses. Il fut marié la première fois à l’âge de 12 ans à la sœur du maharajah de Jodhpur. Il épousa ensuite la nièce de sa première épouse en 1932. Pendant plusieurs années, il rend souvent visite à Gayatri et sa famille. En 1935, Jai fait sa demande en mariage à Gayatri qui accepte immédiatement mais ils devront attendre jusqu’au 19 mai 1940 pour se marier dans la tradition indienne. Gayatri Devi devient ainsi la maharani de Jaipur où elle résidera désormais.

## L'école Maharani Gayatri Devi's School
A Jaipur, le maharajah souhaite mettre fin à la tradition d’une pratique empêchant les hommes de voir les femmes, appelée purdah. Pour ce faire, il compte sur le soutien de son épouse. Alors âgée de 22 ans, la maharani Gayatri Devi a peur qu’on ne l’écoute pas. Elle demande alors à son mari de lui créer une école. C’est ainsi qu'est née l’école Maharani Gayatri Devi.
Les filles de la noblesse vivaient complètement recluses, Gayatri s’aperçoit qu’il est indispensable qu’elles soient éduquées. Gayatri est déterminée à leur donner les armes nécessaires pour affronter le monde en leur apprenant d’abord à lire et écrire et à connaitre les règles de savoir-vivre en communauté. Cela a pris du temps avant de convaincre les familles de Jaipur. En 1943, la Maharani Gayatri Devi School ouvre ses portes. La première année l’école comptait seulement 23 élèves. Elle nomme Donnithorne Lutter, originaire d’Edimbourg, comme directrice.
Il s'agit de la première école publique pour filles des Indes et elle lui donne un parrain de choix le Prince Philip d’Edimbourg qui rend visite aux élèves à Jaipur. L’école acquiert une très bonne réputation et encore aujourd’hui elle est l’une des meilleures écoles d’Inde.
La souveraine était très impliquée dans cette école, régulièrement elle venait rendre visite aux élèves. Le modèle de cette école est le modèle anglais.
Soixante dix ans après sa création, l’école accueille 3000 jeunes filles venues de toute l’Inde du cours élémentaire à la terminale. On y enseigne aujourd’hui les sciences, économie, les arts, le sport, l’informatique et même quelques rudiments militaires.
Elle a libéré les femmes du Rajasthan, les a encouragées à ne pas être seulement des maîtresses de maison ou des demi épouses.
En 1984, elle fonde une nouvelle école d’enseignement mixte qui porte le nom de Sawai Man Singh Vydyalya.
Elle fonde également l’école Sahil Shala qui devient par la suite une école polytechnique féminine ainsi qu’une école primaire dans un village de Jaipur.

## Vie politique

### L'Indépendance
Le 15 août 1947, I’Indépendance de l’Inde est proclamée et entraîne la fin des états princiers et avec elle beaucoup de sacrifices. La vie des maharajahs change de façon radicale lorsque les Etats renoncent à leur autonomie. Le 12 août 1947, Jai signe l’acte d’intégration rattachant Jaipur à la nouvelle Inde mais il en reste cependant toujours le souverain. En 1949, Nehru le nomme Rajpramuck ou gouverneur du Rajasthan à vie.

### Siège au parlement
Nehru fait une politique à voix socialisante et se détache petit à petit des derniers symboles de la royauté.  En octobre 1956, il retire à Jai son titre de gouverneur du Rajasthan. Gayatri et Jai se sentent trahis et se rapprochent du parti d’opposition indépendant, le « swtantra », auquel Gayatri s’inscrit en janvier 1961.
A l’automne de la même année, la maharani reçoit une lettre du secrétaire général du parti swatantra pour lui demander si elle envisageait d’être candidate au siège de Jaipur aux élections de 1962. Son mari la soutient en lui disant qu’elle est la candidate idéale et la convainc de participer aux élections. Elle entame alors sa première campagne législative, elle souhaite aller à la rencontre des gens même dans les plus petits villages. La campagne est éprouvante mais elle porte ses fruits. La victoire est écrasante, Gayatri Devi obtient une majorité de 175 000 voix sur le candidat du parti du Congrès. Elle apparaît par ce record dans le livre des records de Guiness pour avoir obtenu la plus large majorité jamais atteinte dans un pays démocratique.
Quelques mois plus tard, lors d’un voyage à Washington, le président John Kennedy invite Gayatri Devi dans son bureau et la présente à ses sénateurs comme étant « la femme qui a obtenu la majorité la plus stupéfiante que personne n'ait jamais eue ».
Gayatri exerce alors son pouvoir au parlement indien à Delhi. Cinq ans plus tard, elle renouvelle son mandat avec autant de succès.

### Rivalité avec Indira Gandi
À la mort de Jai, Gayatri Devi est prête à renoncer à sa vie politique. Mais elle reçoit une lettre de la reine de Jodhpur lui disant qu’il fallait qu’elle se représente pour le bien du pays et du Rajasthan, ainsi qu’une lettre de la maharani douairière de Bikaner tenant les mêmes propos. Gayatri est réélue au parlement à Delhi avec plus de 50 000 voix d’avance sur son adversaire.
La première ministre, Indira Gandhi était jalouse de Gayatri, souhaitant être la seule figure féminine présente en politique. Leurs politiques étant opposées, elles se livreront une guerre sans merci. Indira Gandhi ira jusqu'à prononcer des insultes en public à Gayatri Devi.
Comme tous les maharajahs, Gayatri est accusée de fraude fiscale. Indira demande l’arrestation de son opposante qui sera emprisonnée pendant 156 jours où elle connait la période la plus difficile de sa vie. On la libéra car elle souffrait de problème de santé. Cela marque la fin de son implication politique.

## Les dernières années de sa vie
Après la mort de Jai, Gayatri Devi s’installe à Lylipool où elle peut profiter de l’intimité du lieu. Elle continue à voyager pour rendre visite à sa famille et à ses amis. 
La Maharani a développé des problèmes gastriques (Iléus paralytique) à Londres et fut emmenée à l’hôpital. Elle fut traitée pour un trouble gastrique à l'hôpital King Charles à Londres et avait exprimé son désir de revenir à Jaipur. Elle fut transportée dans un avion-ambulance à Jaipur. Elle a été admise à l'Hôpital Memorial Santokba Durlabhji (SDMH) le 17 juillet 2009. Elle y est décédée le 29 juillet 2009 à la suite d'une insuffisance pulmonaire.

## Anecdotes
Avant de donner naissance à Gayatri Devi, sa mère avait lu le roman She de Rider Haggard. Elle souhaitait donner à sa fille le nom de l’héroïne, Ayesha, mais on lui fit remarquer qu’Ayesha était un prénom musulman. De plus, selon une tradition indienne, l’horoscope de l’enfant détermine l’initiale la plus favorable du prénom qu’il devra porter. Pour Gayatri ce fut le G. Son nom est un mot pour une incantation religieuse. Cependant sa famille et ses amis l’appelaient Ayesha. Les domestiques anglais qui trouvaient que Gayatri était un prénom imprononçable l’avait, quant à eux, baptisée princesse May puisqu’elle était née au mois de mai.
Gayatri Devi était une chasseuse hors pair. Elle assista à sa première chasse à l’âge de 5 ans et tua sa première panthère à l’âge de douze ans.
Alors qu’enfant elle était un garçon manqué, Gayatri Devi est devenu une icône de mode et de beauté à l’âge adulte. Elle fut citée par le magazine Vogue comme l’une des « dix plus belles femmes du monde ».

## Documentaire
En 2013, un documentaire, intitulé Gayatri Devi : une princesse au pays des Maharajas, lui est consacré dans le cadre de l'émission Secrets d'Histoire. Le documentaire, présenté par Stéphane Bern, revient sur les grandes étapes de sa vie, son combat pour l'émancipation des hindoues ainsi que sur son soutien à la création de nombreuses écoles.